# Länsväg 190
Länsväg 190 är en svensk länsväg som förbinder Hjällbo (i norra Göteborg) med Nossebro.
Den skyltas Sollebrunn från båda håll men efter Sollebrunn skyltas den Göteborg resp Nossebro. Denna vägsträcka kallas även för Retrovägen sedan år 2014 då man fick projektmedel att utveckla olika besöksmål med retroanknytning (mellan åren 1950 och 1970-talen).

## Sträckning
Hjällbo - Gråbo - Sollebrunn - Nossebro.
Stor del av dess sydvästliga sträckning går längs med Lärjeån. I Linnarhult löper den på Linnarhultsbron över ån.

## Standard
Landsväg, relativt smal, med tanke på den relativt stora trafikmängden, särskilt närmare Hjällbo. Närmast Hjällbo har vägen bitvis fyra körfält. Mellan Gråbo och Sollebrunn har vägen två körfält och är skyltad 80 km/h. Sträckan Sollebrunn-Nossebro har också två körfält men är krokig och är skyltad 70 km/h.

## Trafikplatser, korsningar och anslutningar
|  | Nr | Namn       | Skyltning                             |
|  | -- | ---------- | ------------------------------------- |
|  | -  | Lärjemotet | Göteborg, Karlstad                    |
|  | -  | Hjällbo V  | Kortedala, Hjällbo S                  |
|  |    | Hjällbo    | Hammarkullen, Hjällbo N (190 svänger) |
|  |    | Gråbo      | Lerum, Gråbo                          |
|  |    |            | Alingsås, Borås                       |
|  |    | Sollebrunn | Trollhättan, Borås                    |
|  |    | Nossebro   | Grästorp, Lekåsa                      |

Länsväg 190 korsar inte någon järnväg, men däremot en spårväg, Angeredsbanan i Hjällbo. Vägen slutar nära Norge/Vänerbanan och går bredvid Anten-Gräfsnäs Järnväg.

## Planer
Arbete pågår med att bygga bitvis fyrfältsväg, med cirkulationsplatser, inte planskilt. Detta avser en 2 km lång sträcka öster om Hjällbo till Bergsjövägen. Detta bedöms vara klart 2016.
På denna sträcka kör många som ska mellan E20 och E45 eller E6. Det är 3-4 km kortare än via E6 i centrala Göteborg, även om det är ganska många korsningar att svänga i. Man undviker också korsningarna vid E6/E20/E45.

## Historia
Vägnumret 190 för denna väg infördes 1985 (Göteborg-Sollebrunn). Innan dess var vägen övrig länsväg, alltså inte nummerskyltad. Länsväg 190 förlängdes till Nossebro maj 2008 (också övrig länsväg innan), en kommunhuvudort som innan 2008 inte hade någon nummerskyltad väg.
Sträckan mellan E45 och Hjällbo är byggd 1968, fullt motorvägsmässig, i samband med att Marieholmsleden (Göteborg-Hjällbo-Agnesberg, då 45, nu E45) byggdes. Man byggde anslutningen till 45:an (Lärjemotet) så att riktningen rakt fram var för trafik Hjällbo-Göteborg, medan de längs 45:an fick svänga in på avfarten. Det gjordes för att man planerade bygga motorväg för 45:an uppe i bergen. 
En motorväg för E45 byggdes först 44 år senare, år 2012, i vägens gamla sträckning längs älven, inte via Hjällbo. Trafikplatsen med väg 190 är densamma som tidigare med ett trafikljus för E45.
Sträckan från Hjällbo fram till Eriksbo östergärde byggdes om och försågs med belysningsstolpar under slutet av 1960-talet i samband med exploaterandet och byggandet av lägenhetshus i Eriksbo. Vägbiten mellan Eriksbo östergärde och Äspereds industriområde byggdes om och breddades i början av 1970-talet. Vägen fick då en ny betongbro som ersatte den gamla stenvalvsbron över Lärjeån vid Linnarhult samt blev en tvåfilig, på vissa ställen motorvägsliknande väg med nya mitträcken och belysningsstolpar. 
Vägen från Äspered till Sollebrunn följer i huvudsak samma väg som på 1940-talet, som inte var nummerskyltad då. Detta märks också då sträckan följs av telefonstolpar i trä som var vanligt på landsvägar förr. Den har dock breddats och i viss mån fått ny sträckning, åtminstone norr om Gråbo. Vägsträckan iordningställdes till tvåfilig väg i slutet av 40-talet ovanpå den gamla gruslandsvägen med anor från 1800-talet. Detta eftersom vägen börjat bli otillräcklig då expanderandet och villabyggandet i socknarna ökat. Förlängningen till Nossebro är i princip en krokig kvarleva från 1800-talet, bara asfalterad och lätt breddad men i samma sträckning som då.